# عضل غروبني
عضل غروبني (الاسم العلمي: Gerbillus grobbeni) (بالإنجليزية: Grobben’s Gerbil)‏ هو نوع من الحيوانات يتبع جنس العضل من الفصيلة الفأرية.